# Vittorio Amedeo Ghilini
Vittorio Amedeo Ghilini, marchese di Maranzana, Gamalero e Sezzè (Alessandria, 13 maggio 1714 – Alessandria, 5 dicembre 1766), è stato un nobile e politico italiano, appartenente all'antica famiglia nobile alessandrina dei Ghilini.

## Biografia
Vittorio Amedeo nacque il 13 maggio 1714 ad Alessandria, fu il primogenito maschio dei marchesi Tommaso Ottaviano II (1667-1748) e Francesca Botta Adorno (1683-1743), che ebbero in totale otto figli. La sua nascita coincise con un periodo storico significativo per la regione dell'alessandrino, annessa al Ducato di Savoia l'anno precedente, in seguito al trattato di Utrecht. Il nome scelto per il neonato, che rifletteva quello del re Vittorio Amedeo II di Savoia, testimoniava il legame della famiglia con la casa regnante; lo stesso monarca, in una lettera datata 15 luglio 1716, espresse soddisfazione per l'omaggio dei Ghilini, che avevano esposto le insegne sabaude sulla loro residenza alessandrina. Il re di Sardegna fu inoltre padrino di battesimo del piccolo Vittorio Amedeo, battesimo celebrato il 2 giugno 1716. Completò il suo ciclo di studi presso il Collegio dei nobili a Milano, dal quale fece ritorno ad Alessandria nel 1744. 
Erede di un considerevole patrimonio familiare ma afflitto da una salute fragile, il marchese assunse incarichi pubblici di livello intermedio. Ricoprì la carica di capitano di fiera, un ruolo precedentemente detenuto da suo padre. Forte della fiducia dei Savoia, nel 1746 fu selezionato, insieme ad altri nobili di spicco di Alessandria, per entrare a far parte della "Ragioneria", un nuovo organo di governo creato in quell'anno e destinato a restare in funzione fino al 1775. Il periodo è quello della guerra di successione austriaca, Alessandria, assediata dalle forze franco-spagnole, fu liberata dall'intervento dei rinforzi piemontesi, alleati con l'Austria. In questo contesto, Carlo Emanuele III approfittò per riformare l'amministrazione comunale come punizione per l'accoglienza favorevole data dalla città agli spagnoli nel 1745. Fu dunque con le Regie Patenti del 3 maggio 1746 che vennero aboliti gli antichi enti comunali e articolato un "Consiglio" composto da quattordici membri selezionati direttamente dal sovrano. All'interno di questo organismo, un gruppo di cinque consiglieri costituiva la "Ragioneria", un ente che, per le sue funzioni, può essere paragonato ad una giunta comunale. Di questi cinque membri della Ragioneria, due ricoprivano la carica di "Sindaco". Il marchese fu così coinvolto nell'apparato esecutivo della città.
Nel 1754, il marchese fu nominato giudice delle vettovaglie, succedendo a Giacomo Francesco Guasco dei Signori San Michele e San Paolo (1700-1772), che aveva rinunciato alla carica. In aggiunta, un decreto del 21 novembre 1748 lo designò a un incarico precedentemente occupato da suo padre presso il Santo Uffizio di Alessandria. Tuttavia, il suo maggiore contributo all'ascesa della sua famiglia fu la consolidazione dei titoli e delle rendite feudali. I proventi dei feudi di Maranzana, Rivalta, Sezzadio e Gamalero, unitamente all'eredità di circa un milione di monete d'oro ricevute dal padre, gli permisero non solo di mantenere il lusso del palazzo di famiglia ad Alessandria, ma anche di impegnarsi in numerose opere di beneficenza. A tal proposito, finanziò decorazioni in marmo per la cappella di Sant'Antonio presso i padri osservanti di San Francesco e donò 6000 lire per l'abbellimento della cappella della Madonna della Salve nell'antico duomo di Alessandria. Prestò particolare attenzione anche alle chiese del Carmine e di San Bernardino, quest'ultima demolita nel 1842 per far posto a un carcere, luoghi in cui si trovavano la cappella gentilizia e le tombe di famiglia. A Gamalero, inoltre, istituì la cappellania della Beata Vergine del Carmine e di Santa Caterina da Genova, nella chiesa di San Lorenzo, onorando così le disposizioni testamentarie di Francesco Passaggio, ex maggiordomo dell'ospedale dei Santi Antonio e Biagio.
Nel palazzo Ghilini divennero frequenti, come nelle altre principali residenze nobiliari di Alessandria, pranzi e banchetti, riunioni di gioco e conversazione. Le feste di carnevale organizzate dal marchese divennero un appuntamento significativo per la società cittadina, così come le visite di ospiti illustri, tra cui Edoardo di York, fratello di Giorgio III del Regno Unito, che nel febbraio del 1764 compì una visita ufficiale ad Alessandria.
Affidando l'amministrazione dei suoi beni e la generale rappresentanza dei suoi interessi a Ignazio Vimercati, originario di Bassignana, il marchese agì come mediatore in varie dispute tra famiglie rivali. Stimato nelle comunità di cui era signore, fu chiamato a rappresentare il Comune di Sezzadio in una disputa contro i Borromeo, che si rifiutavano di versare i tributi comunali sui boschi ereditati dai Visconti, un conflitto che risaliva al 1644 e che il marchese risolse con abilità, grazie alla sua vasta rete di relazioni.
Fu anche figura controversa, è stata oggetto di diverse interpretazioni storiche, alcune favorevoli, come quelle di Francesco Gasparolo (1858-1930), altre critiche e polemiche, come quelle espresse da Emilio Guasco (1878-1976) nell'opera, fondata dal padre Francesco Guasco (1847-1926), Tavole genealogiche di famiglie nobili alessandrine e monferrine dal secolo IX al XX.
Il marchese si spense ad Alessandria il 5 dicembre 1766, venendo sepolto nella chiesa di San Bernardino, destinataria di alcune delle sue più significative donazioni.

## Matrimonio e discendenza
All'età di trent'anni, sposa Gabriella Dal Pozzo (*1723 †1781), secondogenita del principe della Cisterna Alfonso Dal Pozzo (*1687 †1761) e di Barbara Benedetta Roero (*1687 †1753), figlia di Ercole Tomaso Roero (*1661 †1747). L'unione rafforzò i legami dei Ghilini con una delle famiglie più influenti della capitale piemontese, arricchendo il loro patrimonio con una dote di 60.000 lire, oltre ad un corredo di valore e numerosi gioielli. La coppia ebbe otto figli:
- Barbara Francesca (*1746 †1786). Sposa Giovanni Battista Pallavicino (*1742 †1778), marchese di Castellazzo, il quale cadde in rovina a causa di debiti di gioco;
- Enrica Isabella (*1747 †1749). Sepolta nella chiesa di San Bernardino;
- Angela Giovanna (*1749 †1766). Sposa Pio Francesco Bellisomi (*1735 †?), perse la vita in seguito a complicazioni del parto meno di un anno dopo il matrimonio con il gentiluomo di Maria Teresa d'Austria e influente figura politica e sociale a Pavia;
- Tommaso (*1751 †1754). Sepolto nella chiesa di San Bernardino;
- Cesare Ambrogio (*1752 †1753). Sepolto nella chiesa di San Bernardino;
- Lodovico Giuseppe (*1753 †1754);
- Tomaso (*1755 †1757);
- Ambrogio Maria (*1757 †1832). Ultimogenito ed erede universale.

## Ascendenza
|                              |                         |                             | Genitori                      |  |  | Nonni |  |  | Bisnonni                  |  |  | Trisnonni                    |  |
|                              |                         |                             |                               |  |  |       |  |  | Giovanni Ambrogio Ghilini |  |  | Giovanni Giacomo III Ghilini |  |
|                              |                         |                             |                               |  |  |       |  |  | Giovanni Ambrogio Ghilini |  |  | Giovanni Giacomo III Ghilini |  |
|                              |                         | Vittoria Omati              |                               |  |  |       |  |  | Giovanni Ambrogio Ghilini |  |  |                              |  |
| Giacomo Ottaviano Ghilini    |                         |                             |                               |  |  |       |  |  | Giovanni Ambrogio Ghilini |  |  |                              |  |
|                              |                         | Vittoria Trotti Bentivoglio | Luigi Trotti Bentivolgio      |  |  |       |  |  |                           |  |  |                              |  |
|                              |                         | Vittoria Trotti Bentivoglio | Luigi Trotti Bentivolgio      |  |  |       |  |  |                           |  |  |                              |  |
|                              |                         | Vittoria Trotti Bentivoglio | Cintia Fara                   |  |  |       |  |  |                           |  |  |                              |  |
| Tommaso Ottaviano II Ghilini |                         | Vittoria Trotti Bentivoglio |                               |  |  |       |  |  |                           |  |  |                              |  |
|                              |                         | Carlo Ambrogio Arborio      | Ferdinando Arborio            |  |  |       |  |  |                           |  |  |                              |  |
|                              |                         | Carlo Ambrogio Arborio      | Ferdinando Arborio            |  |  |       |  |  |                           |  |  |                              |  |
|                              |                         | Carlo Ambrogio Arborio      | Camilla Lomellini             |  |  |       |  |  |                           |  |  |                              |  |
| Angela Arborio               |                         | Carlo Ambrogio Arborio      |                               |  |  |       |  |  |                           |  |  |                              |  |
|                              |                         | Isabella Guasco             | Francesco Guasco              |  |  |       |  |  |                           |  |  |                              |  |
|                              |                         | Isabella Guasco             | Francesco Guasco              |  |  |       |  |  |                           |  |  |                              |  |
|                              |                         | Isabella Guasco             | Lucrezia Guasco               |  |  |       |  |  |                           |  |  |                              |  |
| Vittorio Amedeo Ghilini      |                         | Isabella Guasco             |                               |  |  |       |  |  |                           |  |  |                              |  |
|                              | Alessandro Botta Adorno | Luigi Botta                 |                               |  |  |       |  |  |                           |  |  |                              |  |
|                              | Alessandro Botta Adorno | Luigi Botta                 |                               |  |  |       |  |  |                           |  |  |                              |  |
|                              | Alessandro Botta Adorno | Maddalena Adorno            |                               |  |  |       |  |  |                           |  |  |                              |  |
| Luigi Botta Adorno           | Alessandro Botta Adorno |                             |                               |  |  |       |  |  |                           |  |  |                              |  |
|                              |                         | Maddalena Squarciafico      | -                             |  |  |       |  |  |                           |  |  |                              |  |
|                              |                         | Maddalena Squarciafico      | -                             |  |  |       |  |  |                           |  |  |                              |  |
|                              |                         | Maddalena Squarciafico      | -                             |  |  |       |  |  |                           |  |  |                              |  |
| Francesca Maria Botta Adorno |                         | Maddalena Squarciafico      |                               |  |  |       |  |  |                           |  |  |                              |  |
|                              |                         | Giambattista Meli Lupi      | Diofebo Meli Lupi             |  |  |       |  |  |                           |  |  |                              |  |
|                              |                         | Giambattista Meli Lupi      | Diofebo Meli Lupi             |  |  |       |  |  |                           |  |  |                              |  |
|                              |                         | Giambattista Meli Lupi      | Isabella Sanvitale            |  |  |       |  |  |                           |  |  |                              |  |
| Maria Matilde Meli Lupi      |                         | Giambattista Meli Lupi      |                               |  |  |       |  |  |                           |  |  |                              |  |
|                              |                         | Felicita Vimercati Sozzi    | Marco Antonio Vimercati Sozzi |  |  |       |  |  |                           |  |  |                              |  |
|                              |                         | Felicita Vimercati Sozzi    | Marco Antonio Vimercati Sozzi |  |  |       |  |  |                           |  |  |                              |  |
|                              |                         | Felicita Vimercati Sozzi    | Anna Vaghi                    |  |  |       |  |  |                           |  |  |                              |  |
|                              |                         | Felicita Vimercati Sozzi    |                               |  |  |       |  |  |                           |  |  |                              |  |

### Esplicative
1. ↑  Così il Guasco lo descrive: «[...] La sua educazione fu deficiente e tutte le azioni della sua vita si risentirono del modo ristretto con il quale egli era stato allevato. Temendo suo padre che dissipasse i beni immensi da lui e dal nonno accumulati gli faceva sempre lezioni di economia, e così non volle mai che egli avesse una carrozza a sua disposizione e se gli dava del denaro era sempre a condizione che lo conservasse. Alla morte però del padre egli dimenticò tosto le sue lezioni. Egli si era sposato tre anni prima, e i due sposi si erano risentiti dell'economia e delle severità del padre, ma, appena liberi del suo giogo, diedero libero sfogo al loro desideri, migliorando il loro tenore di vita per quanto riguardava i domestici, la tavola, il loro vestiario, gli equipaggi. Fece ammobiliare un magnifico appartamento, ne costruì uno nuovo, e fece specialmente spese frivole che assorbirono più denaro che quelli utili, di guisa che l'anno prima di morire dovette farsi imprestare denaro per dare la dote alla sua seconda figlia, benché avesse trovato nella cassaforte del padre alla sua morte più di un milione in oro. [...] Si alzava prima del sole, dormiva poco di notte, ma era pronto a dormire in tutte le ore del giorno; attivo nelle piccole cose, i grandi affari lo preoccupavano. Tutti potevano raggirarlo, e ordinariamente i suoi giudizi dipendevano da quelli di sua moglie o dei suol domestici; il sarto e il falegname erano i suoi consiglieri intimi negli affari più importanti. Il parrucchiere e la cameriera decisero della sorte della sua primogenita, che fu sacrificata al marchese Pallavicino, giovane molto stordito, perché questi seppe usarli al suo partito. [...]». (Cfr. Francesco Guasco, tav. VII).

### Bibliografiche
1. 1 2 3 4  Francesco Guasco, tav. VII.
2. ↑  Giovanni Chevalley, p. 36.
3. 1 2 3  Paola Bianchi.
4. ↑  Bassi, Ballerino, p. 102.
5. ↑  Catalogo generale dei Beni Culturali
6. ↑  Francesco Gasparolo, pp. 101-180.

### Genealogica, araldica
- Francesco Guasco di Bisio, Famiglie Ghilini, Lanzavecchia, Gavigliani, Straneo, in Tavole genealogiche di famiglie nobili alessandrine e monferrine dal secolo IX al XX, vol. 6, opera postuma riveduta e pubblicata dal figlio Emilio, Casale, Tipografia Cooperativa Bellatore, Bosco & C., 1930.

### Storica, annalistica, trattatistica
- Lucio Bassi, Ghilini. Il palazzo e la sua storia, Alessandria, Provincia di Alessandria, 1989.
- Annalisa Dameri e Roberto Livraghi, Il nuovo volto della città. Alessandria nel Settecento, Alessandria, SO.G.ED. srl, 2005, ISBN 9788890458408.
- Lucio Bassi e Alberto Ballerino, Il Palazzo Comunale di Alessandria, Alessandria, Edizioni Il Piccolo, 2008.

### Biografica
Paola Bianchi, Vittorio Amedeo Ghilini, in Dizionario biografico degli italiani, vol. 53, Roma, Istituto dell'Enciclopedia Italiana, 2000.

### Pubblicazioni, Riviste, Studi, Ricerche
- Francesco Gasparolo, Vittorio Amedeo Ghilini (PDF), in Rivista di Storia, Arte, Archeologia della Provincia di Alessandria, Anno VII, Fascicolo 21, Alessandria, G. Jacquemod e Figli, 1898.
- Giovanni Chevalley, Società degli Ingegneri ed Architetti di Torino, Un Avvocato Architetto. Il conte Benedetto Alfieri (PDF), Contributo alla storia dell'architettura italiana, Torino, 26 marzo 1915.

### Risorse di rete
- Cassa, opera isolata di Testore Antonio (ultimo quarto sec. XIX), su Catalogo generale dei Beni Culturali, Ministero della Cultura.